# Сърджан Алексич
Сърджан Алексич с прякор Сърджо, е босненско-сръбски актьор-любител, плувец и войник в армията на Република Сръбска по време на босненската война. Когато вижда съседа си, етнически бошняк, да бъде тормозен от група войници на ВРС, той се опитва да ги спре, но войниците се обръщат към него и започват да го бият с прикладите на оръжията си, докато не изпадна в кома. Алексич почива седмица по-късно в болницата. Поличва няколко посмъртни награди за своя акт, смятан за дълбоко героичен по време на кървава война. През 2007 г. RTS прави документален филм за живота му, Srđo.

## Ранен живот
Алексич е роден в община Требине, тогава част от СР Босна и Херцеговина, СФР Югославия. Баща му Раде е треньор по баскетбол, а майка му Мира, родом от Приедор, почива млада. Брат му загива при катастрофа с делтапланер, над Петровското поле, близо до Требине.
Алексич получава няколко награди като самодеен актьор и продължава да играе по време на войната в Босна и Херцеговина, включително в пиеса San ratne noći („Сън на военната нощ“). Бил е и перспективен плувец на Югославия. По време на Босненската война той е вербуван в армията на Република Сръбска (армията на босненските сърби).

## Героичен акт и смърт
На 21 януари 1993 г. група четирима униформени войници от ВРС принуждават Ален Главович, етнически бошняк, да излезе от кафене до площада на Свободата отсреща на полицейския участък.  Униформените започват да го тормозят и бият. 
Самият Главович е съсед на Алексич; Алексич се намесва и тръгва към тях, извиквайки им да спрат. Тогава обаче четиримата войници се обръщат срещу Алексич и започват да го бият жестоко с приклада на пушките си, оставяйки го да изпадне в кома. Поради нанесените наранявания, Алексия в болницата на 27 януари 1993 г. Бащата на Сърджан пише в некролога си, че „Сърджан е умрял, изпълнявайки човешкия си дълг“ („Umro je vršeći svoju ljudsku dužnost“). 
Един от нападателите е убит по време на войната, докато останалите трима са осъдени на 28 месеца затвор.  Един от защитниците на нападателите каза, докато е в съда, „Заслужи си го, защитавайки балия“,  (балия е е унизителен термин за босненските мюсюлмани). Ален Главович, приятелят, когото Сърджан спасява, оцелява и бяга от войната. Днес живее в Швеция, женен с две деца. Всяка година посещава гроба на Сърджан, както и бащата на спасителя му, заедно със семейството си.  Ален казва, че е негов човешки и морален дълг да посети гроба му.

## Наследство
През 2007 г. Радиотелевизията на Сърбия записа и излъчи документален филм за Сърджан Алексич, наречен „Серджо“.  Требинският театър „Слово“, в който е играл и самият Алексич, изнася възпоменателна пиеса „Епилог“ за живота му. През 2011 г. пък, започват снимките на филма „Кръгове“ (Krugovi), беше вдъхновен от героичния акт на Алексия.  Република Сърбия му посмъртно му присъжда златния медал на Милош Обилич през 2012 г.  Сърджан Алексич получава също и Харта на Хелзинкския комитет за правата на човека на Босна и Херцеговина.  В Босна и Херцеговина и Република Сръбска има инициатива за официалното му почитане. 
След смъртта му все още няма признание за него в родния му град.  Местното правителство в Требине все още обмисля как да го почете по правилния начин, независимо дали под формата на паметник или фонтан (към 2012 г.). Бившата „Улица на великите дървета“ (Ulica velikih drveta) в Нови Град, община Сараево е преименуван на него, 15 години след смъртта му. Изявлението на общината по повода е: „Без хора като Сърджан Алексич и неговите героични дела, човек губи надежда в човечеството, а без нея животът ни нямаше да има смисъл.“. 
На 11 юли 2013 г. е открит булевард „Сърджан Алексич“ близо до парк „Побрежие“ в Подгорица, Черна гора, парк, посветен на цивилните жертви от югославските войни.  Улица в Нов Белград, Сърбия е кръстена на Срджан Алексич в началото на 2016 г. 
През 2013 г. Центърът за изследване на конфликти, базиран в Сараево, стартира свой собствен младежки конкурс „Сърджан Алексия“. Състезанието, което се провежда в няколко града в Босна и Херцеговина, има за цел да стимулира младежите в страната от всеки етнически произход, да споделят свои собствени истории за вдъхновение и героизъм. Целта е да се запази духът на Алексич жив сред младите босненци днес.